# Università di Rennes 1
Université Rennes 1 (UHB) è un'università pubblica francese situata nella città di Rennes nel dipartimento delle Ille-et-Vilaine, specializzata in Scienze economiche e di Gestione, Scienze giuridiche e politiche, Filosofia e Scienze Naturali. Conta su 23.000 studenti.

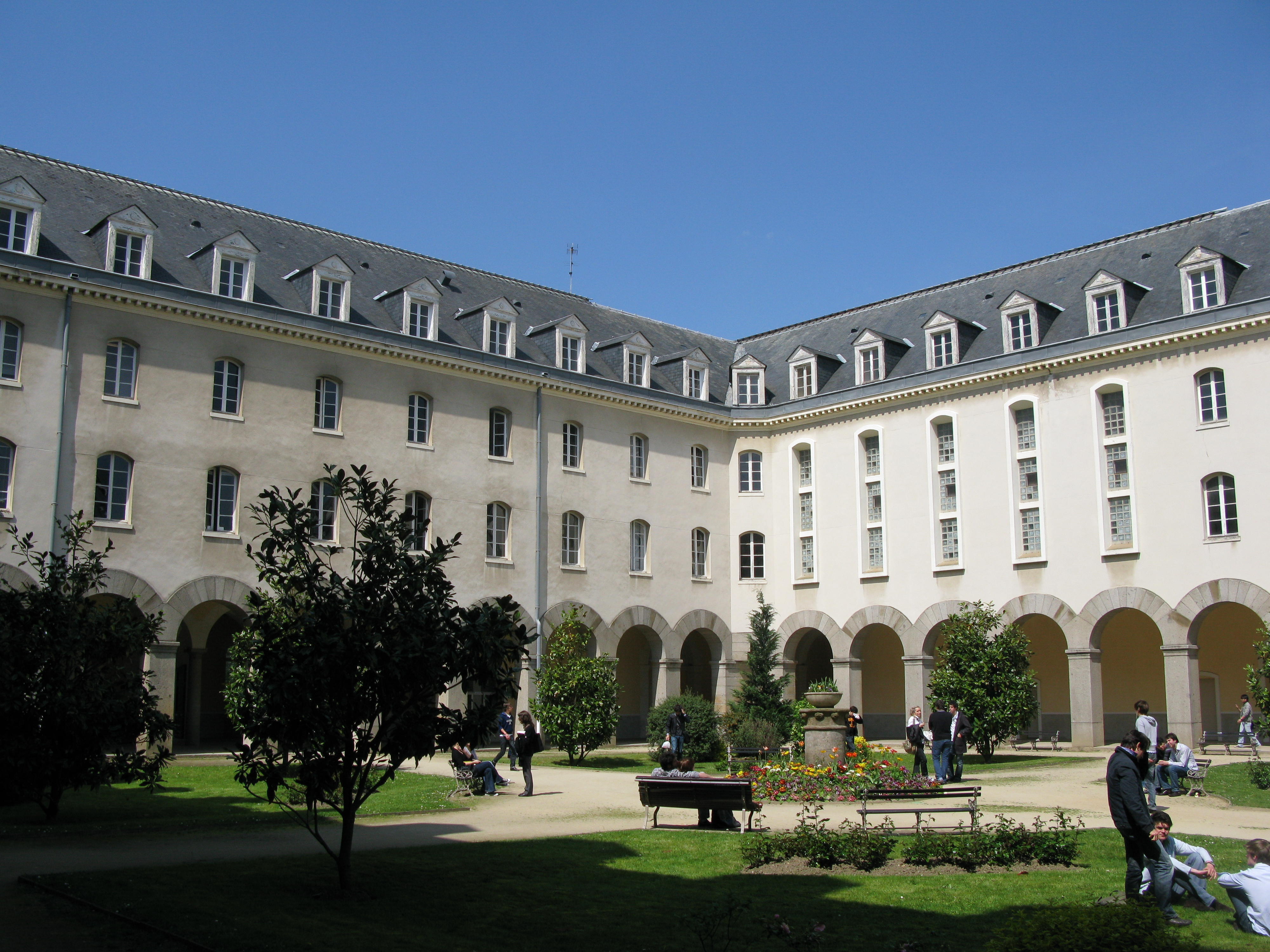
Facoltà di Economia